# Аккайын (Целиноградский район)
Аккайын (каз. Аққайың, до 2018 г. — Малотимофеевка) — село в Целиноградском районе Акмолинской области Казахстана. Входит в состав Кызылсуатского сельского округа. Код КАТО — 116645400.

## География
Село расположено в восточной части района, на расстоянии примерно 52 километров (по прямой) к северо-востоку от административного центра района — села Акмол, в 20 километрах к северо-востоку от административного центра сельского округа — села Кызылсуат.
Абсолютная высота — 422 метров над уровнем моря.
Климат холодно-умеренный, с хорошей влажностью. Среднегодовая температура воздуха отрицательная и составляет около -3,8°С. Среднемесячная температура воздуха в июле достигает +20,0°С. Среднемесячная температура января составляет около -14,6°С. Среднегодовое количество осадков составляет около 415 мм. Основная часть осадков выпадает в период с мая по август.
Ближайшие населённые пункты: село Шубар — на западе, село Костомар — на востоке, село Коянды — на северо-западе.
Южнее села проходит автодорога областного значения — КС-31 «Восточный обход города Астана — станция Сарыоба».

## Население
В 1989 году население села составляло 426 человек (из них русские — 52%).

В 1999 году население села составляло 350 человек (195 мужчин и 155 женщин). По данным переписи 2009 года, в селе проживало 417 человек (208 мужчин и 209 женщин).
| Численность населения | Численность населения | Численность населения |
| 1989                  | 1999                  | 2009                  |
| --------------------- | --------------------- | --------------------- |
| 426                   | ↘350                  | ↗417                  |

В селе действует православный приход  Астанайской епархии в честь святителя Николая Мирликийского с уникальным электронным звонарем.

## Транспорт
Транспортное сообщение с городом Астана обеспечивается пригородными маршрутами № 318 (с 15 октября 2018 года).